# Convergència i Unió

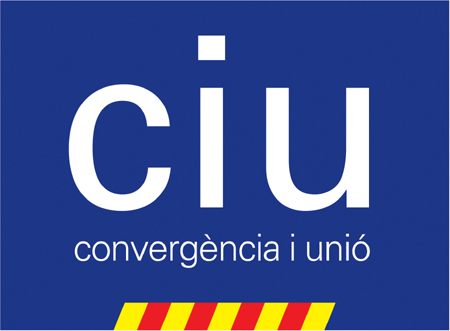
Logo

Convergència i Unió of CiU, in het Nederlands: Samenkomst en Unie is een Catalaanse politieke partij, een catalaansgezind kartel en sedert 2001 federatie van de liberale Convergència Democràtica de Catalunya en de christendemocratische Unió Democràtica de Catalunya.
Op dit moment is de partij de grootste in de regering van de autonome gemeenschap Catalonië en in een groot gedeelte van de provincies en gemeentes in de regio. Na een tijd van compromissen met diverse federale regeringen is de partij sedert de grote betoging op 11 september 2012 een sterker autonome koers gaan varen. CDC opteert voor onafhankelijkheid, UDC ijvert voor confederalisme. Artur Mas heeft vervroegde verkiezingen aangekondigd voor 25 november 2012, waarbij een vraag naar zelfbeschikkingsrecht, met of zonder het akkoord van de centrale regering aan de orde zal zijn.

## Enkele prominente leden
- Jordi Pujol i Soley, president van de Catalaanse regering van 1980 tot 2003
- Artur Mas i Gavarró, is partijvoorzitter en president van de Catalaanse regering sedert 2010
- Josep Antoni Duran i Lleida, afgevaardigde in het federale Congres van Afgevaardigden in Madrid, secretaris generaal
- Xavier Trias, van 2011 tot 2015 burgemeester van Barcelona